# 播思
播思（NASDAQ：brqs），中国科技企业，创立于2007年。于2017年8月18日在美国纳斯达克上市，正式更名为Borqs Technologies, Inc.。播思是一家物联网嵌入式软件及产品制造商，提供基于Android智能连接移动设备和端到端云服务解决方案。

## 产品
基于Android的智能连接设备和云服务解决方案，包括：智能手机和平板电脑、垂直领域设备、可穿戴设备、智能家居、智能硬件、智能汽车和智慧城市。

## 大事年表
- 2007年9月，BORQS/播思通讯技术（北京）有限公司成立
- 2007-2008，播思在中国北京、印度班加罗尔建立研发中心
- 2011年，播思与英特尔达成战略伙伴关系
- 2013年，播思与高通达成战略伙伴关系
- 2010-2014，播思为中国移动和新加坡电信集团提供Android手机服务
- 2017年，播思在美国纳斯达克上市，股票代码：BRQS

## 知识产权
- 专属Android软件，适用于不用芯片厂商
- Android框架增强和自定义库
- Android移植层（porting layer）设计
- 运营商专用OTA系统

## 投资背景
- 金沙江创业投资基金
- 英特尔公司
- 凯旋创投
- Norwest Ventures Partners
- 高通风险投资
- 太平洋证券有限公司
- 华汇通创业投资
- SK电讯中国基金 I L.P.